# エスター・ジョージ
エスター・ジョージ（英: Esther Lynn George、1958年1月15日 - ） は、アメリカ合衆国のカンザスシティ連邦準備銀行総裁。連邦公開市場委員会の代理委員を務める。

## 経歴
セントジョセフ (ミズーリ州)に生まれ、フォーセット近郊の家族の農場で育つ。ミズーリ・ウェスタン州立大学で経営学学士号、ミズーリ大学カンザスシティ校で経営学修士号を取得。米国銀行協会ストーニャー大学院およびスタンフォード大学エグゼクティブ・プログラム修了。1982年にカンザスシティ連邦準備銀行に入行し、2009年8月から第1副総裁最高執行責任者、2011年10月1日総裁に就任。